# Fürstenhaus von Heliopolis
Das Fürstenhaus von Heliopolis (altägyptisch Hut-ser) war ein Teil des Re-Tempels in Heliopolis. Der Sonnengott Re ist archäologisch in Heliopolis nicht vor der 6. Dynastie im Alten Reich bezeugt. Die Bruchstücke der „Djoser-Kapelle“ belegen zwar einen älteren Tempel, jedoch handelt es sich um die Reste eines kleinen Schreins oder Kästchens zwecks Verehrung einer Kultstatuette des Djoser.
Aus dem Pyramidentext 477 geht hervor, dass in Hut-ser gemäß dem Osirismythos jene mythologische Gerichtsverhandlung stattfand, in der Seth des Mordes an Osiris angeklagt und von den göttlichen Richtern für schuldig befunden wurde. Das Urteil stand symbolisch für den „Sieg von Gut über Böse“ und stellte das Zentralmotiv für die Totengerichte in den Totentexten, Unterweltsbüchern und des Totenbuchs dar.